# Tambakukir
Tambakukir is een bestuurslaag in het regentschap Probolinggo van de provincie Oost-Java, Indonesië. Tambakukir telt 1535 inwoners (volkstelling 2010).